# Os Manos
Os Manos é uma organização criminosa originária do Rio Grande do Sul, com presença em estados vizinhos, países próximos e várias cidades do Rio Grande do Sul, mas principalmente na região do Vale dos Sinos. A facção tem se expandido ao longo dos anos, sendo considerada a maior organização criminosa do estado. Sua atuação é amplamente focada no tráfico de drogas, roubos e outros crimes violentos. Os Manos são conhecidos também por "Os 14", "14.18.12" e "Os Lobo". Essas denominações variam de acordo com a localidade ou o contexto em que a facção se encontra. Além disso, a organização utiliza a frase "Tudo 3" como uma forma de marcar territórios sob seu domínio e estabelecer sua presença nas regiões que controlam.

## História
Para falarmos dos Manos precisamos saber quem foi Melara. Dilonei Francisco Melara nasceu em Lagoa Vermelha, mas se mudou ainda criança para São José do Ouro. Ele vinha de uma família de agricultores e ajudava a cuidar dos irmãos e a vender os produtos da agricultura da sua mãe. Vivendo em situação de pobreza, se mudou para Caxias do Sul, onde rapidamente se destacou ao formar uma quadrilha que assaltava ônibus e táxis. Mais tarde, se envolveu em assaltos a agências bancárias. No final dos anos 70, Melara foi preso diversas vezes, sendo o Presídio Central de Porto Alegre um dos locais em que mais permaneceu.
Em 1985, Melara resgatou um comparsa, matando dois agentes penitenciários, o que aumentou sua notoriedade no mundo do crime. Ele passou a liderar parte dos criminosos do Presídio Central de Porto Alegre e fundou a "Falange Gaúcha", impondo regras e fornecendo proteção aos membros, similar a grupos como o PCC e a Falange Vermelha. Para evitar rebeliões, a polícia transferiu os chefes da facção para o Presídio de Charqueadas. No entanto, a "Falange Gaúcha" começou a causar caos em Porto Alegre, exigindo a transferência de Melara de volta para o Presídio Central de Porto Alegre.
Em um motim, Melara e seus comparsas fizeram reféns, incluindo o diretor do presídio, e exigiram três carros, os quais conseguiram. Fugiram com reféns e, após 15 horas, Melara e seu braço direito, Fernandinho, se entregaram. Durante o motim, Melara fez um discurso gravado, exigindo melhores condições para os presos, o que fez sua fama crescer. A facção mudou o nome para "Os Manos", e, após o motim, os presos passaram a se organizar com a conivência da brigada militar, sem o consentimento do estado.
Dilonei Melara foi fundador e líder dos Manos até 2005, quando foi transferido para o Presídio de Charqueadas. Lá, conseguiu se refugiar em uma cidade pequena, onde foi executado com cinco disparos no rosto por Márcio Duarte da Silva, vulgo Maradona, ex-líder dos Manos. Sua morte causou uma revolução nas cadeias do Rio Grande do Sul, gerando divisões na facção Os Manos, que deu origem aos grupos Os Balas na cara e Os Aberto.
Apesar de sua morte, a facção segue atuando no Rio Grande do Sul, estados vizinhos e Países próximos, sendo considerada pelas pessoas, pela PF e pelo Governo a maior do estado.

## Territórios
Eles têm presença em cidades de Santa Catarina próximas à fronteira, no Mato Grosso do Sul, Paraná, Uruguai, Paraguai, atuando junto ao PCC. Os Manos também tem presença em praticamente todas as cidades do Rio Grande do Sul.
No Rio Grande do Sul, as principais cidades onde eles controlam todas as áreas, tanto as regiões urbanas quanto as áreas rurais, são: São Leopoldo, Novo Hamburgo, Portão, São Borja, Campo Bom, Esteio, Sapucaia, ivoti, Estancia Velha e o Vale dos Sinos. A cidade de Novo Hamburgo, hoje em dia é referido como um "QG" dos Manos.

## Atividades
- Tráfico de drogas: estão envolvidos no tráfico de drogas, tanto dentro do Brasil quanto para o exterior. O grupo controla grandes áreas de produção e distribuição de substâncias ilícitas, como maconha, cocaína e crack.
- Roubos/Assaltos: A facção é responsável por assaltos a bancos, caixas eletrônicos e outros alvos de alto valor. Esses crimes são frequentemente bem planejados e executados com grande violência.
- Extorsão e Agiotagem: impõem "taxas de proteção" a comerciantes, empresas e outros criminosos, além de operarem esquemas de agiotagem, emprestando dinheiro a juros elevados e cobrando com ameaças de violência.
- Execuções: A facção está envolvida em execuções, tanto dentro quanto fora do sistema penitenciário. Também realizam execuções de rivais ou "acertos de contas" entre seus próprios membros.
- Controle de Presídios: Uma das principais atividades está no controle de presídios. A facção exerce influência sobre a administração das unidades prisionais, coordenando ações criminosas a partir do sistema penitenciário, como tráfico de drogas e ordens para ataques fora das prisões.
- Sequestros: Também atuam no sequestro de pessoas, seja para exigir resgates ou para intimidar autoridades, rivais e até mesmo suas próprias vítimas.
- Tráfico de armas: A facção realiza o tráfico e a venda de armas ilegais, fornecendo armamento pesado tanto para seus membros quanto para outros grupos criminosos.

## Os Manos e o Primeiro Comando da Capital(PCC)
Aproximadamente desde 2017, Os Manos e o PCC têm estabelecido uma aliança, especialmente para facilitar o Tráfico de drogas e o Controle de rotas entre as facções. Essa colaboração permite que ambas as organizações fortaleçam suas operações no Tráfico de drogas internacional, principalmente em rotas que atravessam o Mato Grosso do Sul, Rio Grande do Sul, e outros estados fronteiriços com Paraguai e Bolívia, além de expandirem suas atividades no Uruguai. As facções garantem um fluxo contínuo de drogas e armas, bem como a manutenção do poder nas prisões e nas ruas. Essa aliança tem se mostrado vantajosa para ambos os grupos, que atuam em conjunto para desestabilizar facções rivais e aumentar sua influência no mercado criminoso.